# Thurlaston, Warwickshire
Thurlaston är en ort och civil parish i Storbritannien.   Den ligger i grevskapet Warwickshire och riksdelen England, i den södra delen av landet, 120 km nordväst om huvudstaden London. Thurlaston ligger 119 meter över havet och antalet invånare är 352.
Terrängen runt Thurlaston är huvudsakligen platt. Thurlaston ligger uppe på en höjd. Runt Thurlaston är det ganska tätbefolkat, med 116 invånare per kvadratkilometer. Närmaste större samhälle är Coventry, 15,6 km nordväst om Thurlaston. Trakten runt Thurlaston består till största delen av jordbruksmark.